# Fizică solară
Fizica solară este o ramură a astrofizicii specializată în studiul Soarelui. Aceasta se intersectează cu multe discipline ale fizicii pure și astrofizicii.
Deoarece Soarele se află într-o poziție unică pentru observarea la mică distanță (alte stele nu pot fi observate cu o rezoluție spațială sau temporală asemănătoare cu cea a Soarelui), există o separare între disciplina înrudită a astrofizicii observaționale (a stelelor îndepărtate) și fizica solară observațională.
Studiul fizicii solare este, de asemenea, important, deoarece oferă un „laborator fizic” pentru studiul fizicii plasmei.

## Istorie

### Antichitate
Babilonienii țineau o evidență a eclipselor solare, cea mai veche înregistrare provenind din orașul antic Ugarit, în Siria de astăzi. Această înregistrare datează din aproximativ 1300 î.Hr. Astronomii chinezi antici observau, de asemenea, fenomenele solare (cum ar fi eclipsele solare și petele solare vizibile) cu scopul de a ține evidența calendarelor, care se bazau pe ciclurile lunare și solare. Din păcate, înregistrările păstrate înainte de 720 î.Hr. sunt foarte vagi și nu oferă informații utile. Cu toate acestea, după 720 î.Hr. au fost notate 37 de eclipse solare pe parcursul a 240 de ani.

### Epoca medievală
Cunoștințele astronomice au înflorit în lumea islamică în perioada medievală. Au fost construite numeroase observatoare în orașe de la Damasc la Bagdad, unde au fost efectuate observații astronomice detaliate. Au fost măsurați, în special, câțiva parametri solari și au fost efectuate observații detaliate ale Soarelui. Observațiile solare au fost efectuate în scopul navigației, dar mai ales pentru cronometrare. Islamul cere adepților săi să se roage de cinci ori pe zi, la anumite poziții ale Soarelui pe cer. Ca atare, erau necesare observații precise ale Soarelui și ale traiectoriei sale pe cer. La sfârșitul secolului al X-lea, astronomul iranian Abu-Mahmud Khojandi a construit un observator masiv lângă Teheran. Acolo, el a efectuat măsurători precise ale unei serii de treceri prin meridian ale Soarelui, pe care le-a folosit ulterior pentru a calcula oblicitatea eclipticii. După căderea Imperiului Roman de Apus, Europa de Vest a fost izolată de toate sursele de cunoștințe științifice antice, în special de cele scrise în greacă. Acest lucru, plus deurbanizarea și boli precum moartea neagră au dus la un declin al cunoștințelor științifice în Europa medievală, în special în Evul Mediu timpuriu. În această perioadă, observațiile Soarelui au fost făcute fie în legătură cu zodiacul, fie pentru a ajuta la construirea unor lăcașuri de cult precum bisericile și catedralele.

### Perioada Renașterii
În astronomie, perioada Renașterii a început cu activitatea lui Nicolaus Copernic. El a propus ideea că planetele se rotesc în jurul Soarelui și nu în jurul Pământului, așa cum se credea la acea vreme. Acest model este cunoscut sub numele de modelul heliocentric[6]. Lucrarea sa a fost ulterior extinsă de Johannes Kepler și Galileo Galilei, acesta din urmă folosindu-și noul telescop pentru a observa Soarele. În 1610, el a descoperit pete solare pe suprafața acestuia. În toamna anului 1611, Johannes Fabricius a scris prima carte despre petele solare, De Maculis in Sole Observatis („Despre petele observate în Soare”)[7].

### Epoca modernă
Fizica solară din zilele noastre este axată pe înțelegerea numeroaselor fenomene observate cu ajutorul telescoapelor și sateliților moderni. De interes deosebit sunt structura fotosferei solare, problema căldurii coronale și petele solare.

## Cercetare
Divizia de fizică solară a American Astronomical Society se mândrește cu 555 de membri (din mai 2007), față de câteva mii în organizația mamă[8].
O direcție majoră a eforturilor actuale (2009) în domeniul fizicii solare este înțelegerea integrată a întregului sistem solar, inclusiv a Soarelui și a efectelor sale în spațiul interplanetar în cadrul heliosferei și asupra planetelor și atmosferelor planetare. Studiile fenomenelor care afectează mai multe sisteme din heliosferă sau care sunt considerate a se încadra într-un context heliosferic sunt denumite heliofizică, o nouă expresie care a intrat în uz în primii ani ai mileniului actual.

### Cercetare în spațiu

#### Helios
Helios-A și Helios-B sunt o pereche de nave spațiale lansate în decembrie 1974 și ianuarie 1976 de la Centrul Spațial Kennedy, ca o colaborare între Centrul Aerospațial German și NASA. Orbitele lor se apropie de Soare mai mult decât Mercur. Au inclus instrumente pentru a măsura vântul solar, câmpurile magnetice, razele cosmice și praful interplanetar. Helios-A a continuat să transmită date până în 1986.

#### SOHO

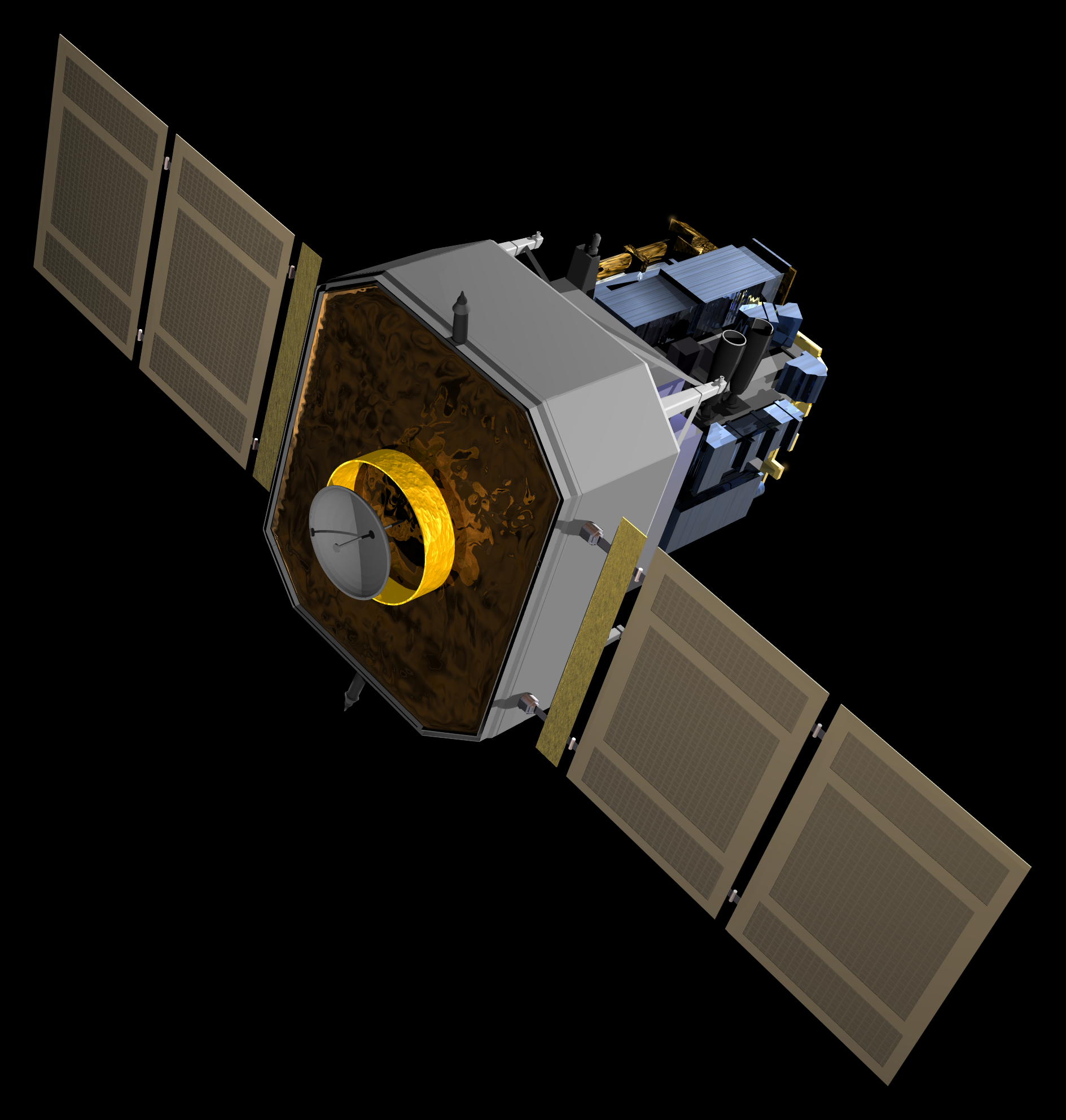
Imagine a navei spațiale SOHO

Observatorul Solar și Heliosferic, SOHO, este un proiect comun între NASA și ESA, lansat în decembrie 1995. A fost lansat pentru a studia interiorul Soarelui, a face observații asupra vântului solar și a fenomenelor asociate acestuia și a investiga straturile exterioare ale Soarelui.

#### HINODE
O misiune finanțată public, condusă de Agenția Japoneză de Explorare Aerospațială, satelitul HINODE, lansat în 2006, constă într-un set coordonat de instrumente optice, ultraviolete extreme și cu raze X. Acestea investighează interacțiunea dintre coroana solară și câmpul magnetic al Soarelui.

#### SDO

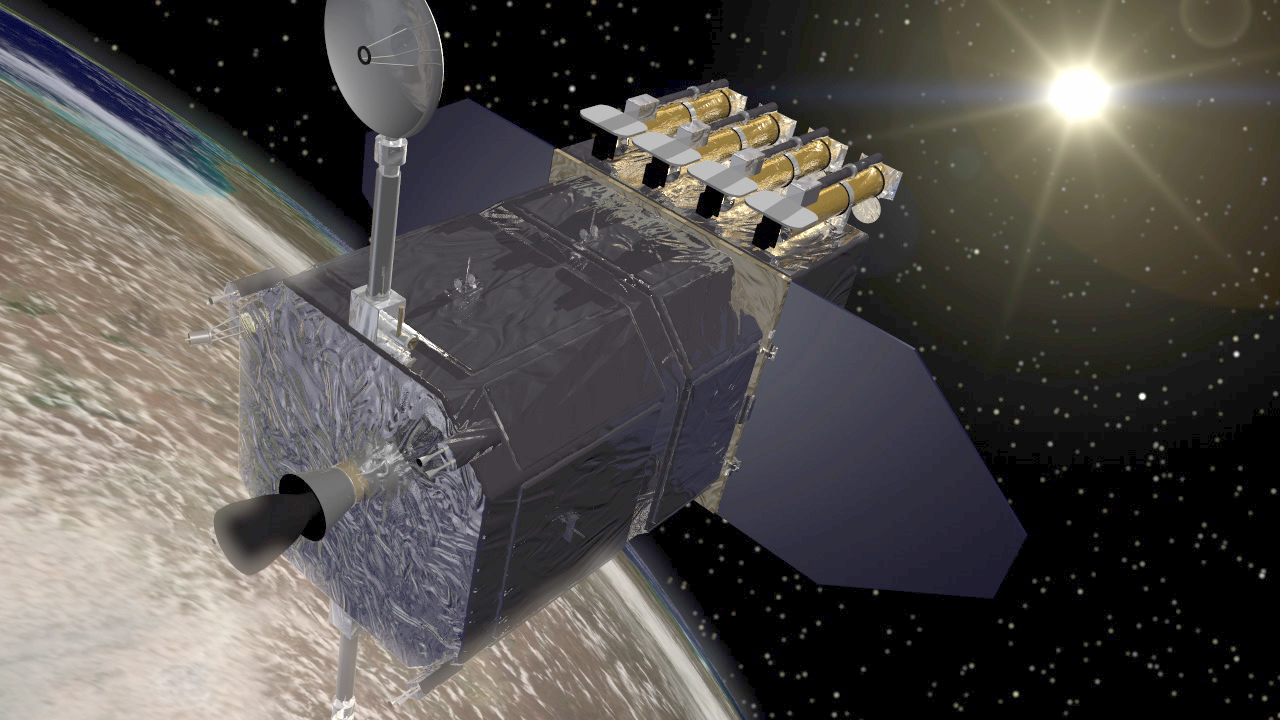
Satelitul SDO

Observatorul Dinamic Solar (SDO) a fost lansat de NASA în februarie 2010 de la Cape Canaveral. Obiectivele principale ale misiunii sunt de a înțelege cum apare activitatea solară și cum afectează viața pe Pământ, determinând cum este generat și structurat câmpul magnetic al Soarelui și cum energia magnetică stocată este convertită și eliberată în spațiu.

#### PSP
Sonda Solară Parker (PSP) a fost lansată în 2018 cu misiunea de a face observații detaliate ale coroanei solare externe. A reușit să se apropie de Soare mai mult decât orice obiect artificial.

### Cercetare pe Pământ

#### ATST
Telescopul Solar de Tehnologie Avansată (ATST) este o instalație de observare solară aflată în construcție în Maui. Douăzeci și două de instituții colaborează la proiectul ATST, agenția principală de finanțare fiind Fundația Națională pentru Știință (NSF).

#### SSO
Observatorul Solar Sunspot (SSO) operează Telescopul Solar Richard B. Dunn (DST) în numele NSF.

#### Big Bear
Articol principal: Observatorul Solar Big Bear
Observatorul Solar Big Bear din California găzduiește mai multe telescoape, inclusiv Noul Telescop Solar (NTS), un telescop gregorian off-axis cu deschidere clară de 1,6 metri. NTS a avut prima observație în decembrie 2008. Până la intrarea în funcțiune a ATST, NTS rămâne cel mai mare telescop solar din lume. Observatorul Big Bear este una dintre mai multe facilități operate de Centrul de Cercetare Solar-Terestră de la Institutul de Tehnologie din New Jersey.

### Altele

#### EUNIS
Spectrograful de Incidență Normală în Ultraviolet Extrem (EUNIS) este un spectrograf de imagistică cu două canale, care a zburat pentru prima dată în 2006. Observă coroana solară cu o rezoluție spectrală înaltă. Până acum, a oferit informații despre natura punctelor luminoase coronale, tranzițiile reci și arcadele de bucle coronale. Datele de la EUNIS au ajutat, de asemenea, la calibrarea SOHO și a altor câteva telescoape.